# سونغ جونغ كي
سونغ جونغ كي ممثل كوري جنوبي ولِد يوم 19 سبتمبر من سنة 1985 بمدينة دايجون بكوريا الجنوبية.

## النشأة والتعليم
سونغ هو الابن الثاني وسط ثلاث أخوة، وقد درس في مدينة دايجون، كما شارك في العديد من المناسبات في مسابقات ومنافسات التزلج على مسار قصير، ومثل مدينته دايجون في المنافسة الوطنية في هذه اللعبة. كان سونغ متفوقا في دراسته، حيث حصل على معدل 380 نقطة من أصل 400، ثم تابع دارسته الثانوية ليلتحق بعدها في جامعة سونغ كيون كوان.

## الحياة الشخصية
خطب سونغ في يوليوز المنصرم الممثلة الجنوب كورية الشهيرة سونغ هي كيو، التي شاركته بطولة الدراما الكورية أحفاد الشمس. في 31 أكتوبر 2017 أعلن عقد قرانهما.
بعد سنة ونصف من زواجهما أعلن الثنائي انفصالهما بسبب اختلافات في شخصيتهما. في 27 يونيو 2019 أعلنت المحكمة طلاقهما وفي 22 يوليو 2019 تم إنهاء وساطة الطلاق بعد اتفاق الطرفين على احتفاظ كليهما بممتلكاته.
في 26 ديسمبر 2022، تم التأكيد على أن الممثل الكوري سونغ كان يواعد فتاة بريطانية تدعى كاتي لويز سوندرز كانت تعمل ممثلة سابقا. في 30 يناير 2023، أعلن الممثل سونغ عبر بيان أنه تزوج صديقته البريطانية، وأنها حامل بطفلهما الأول.

## قائمة أعماله

### أفلام
| عام  | عنوان                 | الاسم الاصلي            | الدور                | ملاحظات     | مراجع         |
| ---- | --------------------- | ----------------------- | -------------------- | ----------- | ------------- |
| 2008 | زهرة متجمدة           | 쌍화점                  | نو تاك               |             | [ 10 ]        |
| 2009 | الحواس الخمس من إيروس | 오감도                  | يو جاي هيوك          |             | [ 11 ]        |
| 2009 | قضية قتل إتايوان      | 이태원 살인 사건        | جو جونغ بيل          |             | [ 12 ]        |
| 2010 | القلوب 2              | 마음 이 2               | دونغ ووك             |             | [ 13 ]        |
| 2011 | بيني بينشرز           | 티끌 모아 로맨스        | تشون جي وونغ         |             | [ 14 ]        |
| 2011 | ريو                   | 리오                    | صوت                  | دبلجة كورية | [ 15 ]        |
| 2012 | بينجي و سومي          | 황제 펭귄 펭 이 와 솜이 | راوي                 |             | [ 16 ]        |
| 2012 | السرقة الكبرى         | 바람 과 함께 사라지다   | جونغ-جوون الأكبر سنًا | دور الكاميو | [ 17 ]        |
| 2012 | فتى مستذئب            | 늑대 소년               | تشول سو              |             | [ 18 ]        |
| 2017 | جزيرة البارجة         | 군함 도                 | بارك مو يونغ         |             | [ 19 ]        |
| 2021 | مكانس الفضاء          | 승리 호                 | كيم تاي هو           | نتفليكس     | [ 20 ] [ 21 ] |
| 2024 | اسمي لو كيوان         | 로기완                  | لو كيوان             | نتفليكس     |               |

### مسلسلات تلفزيونية
| عام  | عنوان                      | الاسم الاصلي                 | دور                             | قناة البث    | ملاحظات                | Ref.   |
| ---- | -------------------------- | ---------------------------- | ------------------------------- | ------------ | ---------------------- | ------ |
| 2007 | احصل على كارل! أوه سو جونغ | 칼잡이 오수정                | المراسل 2                       | إس بي إس     |                        | [ 22 ] |
| 2008 | سباق الحب                  | 러브 레이싱                  | أصغر الذكور                     | YTN          |                        | [ 23 ] |
| 2008 | طفلي العزيز                | 내 사랑 금지옥엽             | جانغ جين هو                     | كي بي إس 2   |                        | [ 24 ] |
| 2009 | ثلاثية                     | 트리플                       | جي بوونج هو                     | ام بي سي     |                        | [ 25 ] |
| 2009 | سيدتي الجميله              | 아가씨 를 부탁해             | رئيس كبير الخدم                 | كي بي اس 2   | دور الكاميو ، الحلقة 1 | [ 26 ] |
| 2009 | هل ستثلج لعيد الميلاد؟     | 크리스마스 에 눈 이 올까요؟  | هان جي يونغ                     | إس بي إس     |                        | [ 27 ] |
| 2010 | أمراض النساء والتوليد      | 산부인과                     | آهن كيونغ وو                    | إس بي إس     |                        | [ 28 ] |
| 2010 | فضيحة سونغكيونكوان         | 성균관 스캔들                | قو يونغ ها                      | كي بي اس 2   |                        | [ 29 ] |
| 2011 | شجرة ذات جذور عميقة        | 뿌리깊 은 나무               | في سن المراهقة يي دو            | إس بي إس     | الحلقات 1-4 ، 6 ، 8    | [ 30 ] |
| 2012 | الرجل البريء               | 세상 어디에도 없는 착한 남자 | كانغ ما رو                      | كي بي اس 2   |                        | [ 31 ] |
| 2016 | أحفاد الشمس                | 태양 의 후예                 | يو سي جين                       | كي بي اس 2   |                        | [ 32 ] |
| 2016 | صوت قلبك                   | 마음 의 소리                 |                                 | كي بي اس 2   | دور الكاميو ، الحلقة 1 | [ 33 ] |
| 2017 | رجل لرجل                   | 맨투맨                       | أمين صندوق البنك                | جي تي بي سي  | دور الكاميو ، الحلقة 9 | [ 34 ] |
| 2019 | سجلات ارثدال               | 아스 달 연대기               | إيون سيوم / سايا                | تي في ان     |                        | [ 35 ] |
| 2021 | فينسينزو                   | 빈센조                       | فينسينزو كاسانو / بارك جو هيونج | تي في ان     |                        | [ 36 ] |
|      | نساء صغيرات                | 작은 아씨들                  |                                 | تي في ان     | ظهور خاص               |        |
| 2022 | الابن الأصغر لتكتل         | 재벌집 막내아들              | يون هيون-وو                     | جي تي بي سي  |                        | [ 38 ] |
| 2025 | شبابي                      | 마이 유스                    | سيون وو-هي                      | جاي تي بي سي |                        |        |

## الجوائز

### 2010
- New Style Icon[40]
- أفضل وافد جديد في البرامج المنوعة (الرجل الجاري)[41]
- جائزة الشعبية (Sungkyunkwan Scandal)[42]
- جائزة أفضل ثنائي (Sungkyunkwan Scandal)[42]

### 2011
- جائزة BBF للموضة[43]
- جائزة المنتجين (Tree With Deep Roots)[44]

### 2012
- أيقونة الموضة
- جائزة التميز الأعلى (أفضل ممثل) : The Innocent Man[45]
- The Innocent Man) Netizens' Award )[46]
- جائزة أفضل ثنائي مع مون تشاي وون (The Innocent Man)[46]

### 2013
- الممثل المفضل (A Werewolf Boy)[47]

### 2016
- أيقونة الموضة (Descendants of the Sun)[48]
- الممثل الأكثر شهرة (Descendants of the Sun)[49]
- iQiyi Global Star Award (Descendants of the Sun[50]
- أفضل علامة تجارية لكوريا (Descendants of the Sun)[51]
- الممثل الكوري المتميز (Descendants of the Sun)[52]
- الجائزة الكبرى (Daesang) (Descendants of the Sun)[53]
- جائزة أفضل ثنائي مع سونغ هاي كيو (Descendants of the Sun)[53]
- Best APAN Star Award (Descendants of the Sun[53]
- Presidential Award (Descendants of the Sun[54]
- الجائزة الكبرى (Daesang) (Descendants of the Sun)[55]
- جائزة أفضل ثنائي مع سونغ هاي كيو (Descendants of the Sun)[55]
- أفضل ثنائي في اسيا مع سونغ هاي كيو(Descendants of the Sun)[55]
- جائزة أفضل أداء (Descendants of the Sun)[56]
- جائزة أفضل تأثير في السنة (Descendants of the Sun)[57]

## وصلات خارجية
- سونغ جنغ غي على ماي دراما ليست. (بالإنجليزية)
- سونغ جنغ غي على موفي دوت داوم. (بالكورية)
- سونغ جونغ كي على قاعدة بيانات الأفلام الكورية
- سونغ جوونغ كي على موقع IMDb (الإنجليزية)
- سونغ جوونغ كي على موقع ميتاكريتيك (الإنجليزية)
- سونغ جوونغ كي على موقع روتن توميتوز (الإنجليزية)
- سونغ جوونغ كي على موقع ألو سيني (الفرنسية)
- سونغ جوونغ كي على موقع ميوزك برينز (الإنجليزية)
- سونغ جوونغ كي على موقع أول موفي (الإنجليزية)
- سونغ جوونغ كي على موقع قاعدة بيانات الفيلم (الإنجليزية)
- سونغ جونغ كي في هانسينما